# Анатолиј Карпов
Анатолиј Карпов (рус. Анатолий Евгеньевич Карпов) је руски велемајстор и бивши шампион света, један од највећих играча у шаховској историји, нарочито у турнирским партијама: најуспешнији је турнирски играч у историји са преко 140 освојених првих места на турнирима играним широм света. Његов крајњи резултат је 1.118 победа, 287 пораза, 1.480 ремија у 3.163 партија. Максимални рејтинг му је био 2780.

## Биографија
Велемајстор Анатолиј Карпов је рођен 23. маја 1951. године у Златоусту, бившем Совјетском Савезу. Студирао је на Лењинградском државном Универзитету. Живи у Москви.

### Најмлађи велемајстор
Учио је да игра шах од своје четврте године. У 12-тој години бива примљен у престижну шаховску школу Михаила Ботвиника. Постаје најмлађи совјетски национални мајстор са 15 година, и побеђује на свом првом интернационалном турниру, неколико месеци касније. Међу јуниорима Совјетског Савеза 1967. године био је пети. Неколико месеци касније побеђује на Светском јуниорском првенству и постаје светски јуниорски првак света. Његова каријера иде узлазном путањом и 1969. године постаје први совјетски играч који постаје светски јуниорски шампион после Бориса Спаског (који је ту титулу освојио још 1955. године) - са скором: 10 поена од 11 могућих. Ускоро потом, Карпов осваја 4. место на интернационалном турниру у Каракасу, Венецуела, и постаје најмлађи светски велемајстор.

### Првак света у шаху
1970. године Карпов показује значајна побољшања у својој игри. Његов рејтинг је скочио са 2540 у 1971. на 2660 у 1973. години, када је био други на шампионату Совјетског Савеза и први на Лењинградском међународном турниру. 1974. се квалификовао у циклус кандидата који ће да изазову владајућег светског шампиона, Роберта Фишера. Карпов је победио Лава Полугајевског у првом мечу кандидата и у следећој рунди је добио бившег светског шампиона Бориса Спаског. Меч Спаски-Карпов је био спектакуларан. Јака и агресивна игра Карпова осигурала му је незаборавну победу. Финални меч кандидата је био против следећег Руса, Виктора Корчноја, познатог „фајтера“. Партије су биле изузетно борбене и Карпов побеђује и постаје изазивач Фишеру за титулу првака света.
Уочи меча са Карповом, Фишер је имао бројне захтеве које је упутио Светској шаховској федерацији ФИДЕ, које му они нису испунили, тако да је одбио да игра за титулу и млади Анатолиј Карпов постаје без финалне борбе Светски шампион у шаху.

### Победе на бројним турнирима
Постиђен што је на такав начин постао светски шампион, очајнички је покушавао да докаже да му заслужено припада титула, у наредних десет година је учествовао на свим значајним турнирима. Побеђивао је на турнирима на којима су учествовали најјачи играчи на свету.

### Одбране титуле
1978. године Карпов је први пут бранио титулу против Виктора Корчноја, који се доста разликовао од њиховог претходног меча кандидата. Корчној је избегао из Совјетског Савеза. Меч је игран на Филипинима и наводно је био проткан психолошким триковима и покушајима др Владимира Зухара (професор психологије на Медицинском факултету у Москви) из Карповљевог тима да хипнотише Корчноја за време игре. Карпов је победио са 6-5, уз 21 реми.
Три године касније Корчној је победио у мечевима кандидата, и поново се квалификовао за меч са Карповом у Мерану, Италија. Овога пута психолошки трик је било хапшење Корчнојевог сина због наводне завере. Опет се политика умешала у шаховску игру, али Карпов лако добија меч резултатом 11-7. Меч је познат као „Масакр у Мерану“.

### Врхунац турнирске каријере
Карповљева турнирска каријера достиже свој врхунац на изузетном Супервелемајсторском турниру у Монтреалу, Канада, 1979. године где побеђује заједно са Михаилом Таљем а испред таквих велемајстора као што су Јан Тиман, Љубомир Љубојевић, Борис Спаски и Љубомир Кавалек. Такође је победио на престижном турниру у Линаресу, 1981. (и поново 1994. године), на турнирима у Тилбургу у 1977, 1979, 1980, 1982, и 1983, а на шампионату Совјетског Савеза, 1976, 1983. и 1988. године.

### Меч за првака света са Каспаровом
1984. године одржан је меч за првака света између Гарија Каспарова и Анатолија Карпова. Карпов је важио као један од најбољих светских шампиона у време када се Каспаров тек појављивао на шаховској сцени. Иако је повео са 4-0 и било му потребно две победе да задржи титулу, следећих 16 партија се завршавају ремијем, а у 31. партији је имао добијену позицију за одбрану титуле, греши и партија се завршава ремијем. Губи следећу партију. После пораза у још две партије. Карпов доживљава нервни слом и председник ФИДЕ прекида меч. У реваншу, 1985. године Каспаров добија меч са 13-11 и тако се прекида десетогодишњица његове владавине.
Карпов се састајао са Каспаровом за титулу светског првака у три наврата и то 1986. у Лондону и Лењинграду, 1987. у Севиљи и 1990. у Њујорку. Резултат сва три меча је био тесан, 12,5-11,5, 12-12, 12,5-11,5. У сва три меча Карпов је имао шансу за победом али је чинио пресудне грешке и изгубио их.
Међусобни скор Карпова и Каспарова је у 235 званичних партија Карпов има 23 победе, 33 пораза и 179 ремија. У мечевима за првака света Карпов има 19 победа, 21 пораза и 104 ремија. Иако је 12 година старији од Каспарова, Карпов 2002. године побеђује Каспарова са 2,5-1,5.

### Поновна победа и пораз за првака света
1992. године Карпов губи меч кандидата против Најџела Шорта. Тако је онемогућен шести меч за титулу између Каспарова и Карпова. Ипак, 1993. године пошто су Каспаров и Шорт иступили из ФИДЕ, у мечу за упражњену титулу шампиона света Карпов побеђује Јана Тимана. Одбранио је титулу против Гате Камског 1996. и Вишванатана Ананда 1998. године. 1998. године се мења стари систем мечева кандидата. 1999. године Карпов губи титулу од Александра Халифмана.

## Награде и признања
Почасни је грађанин Ваљева. Добио је 2018. Орден Светог владике Николаја, највише одликовање епархије ваљевске.

## Политичке активности
Карпов је вишеструки шампион Европе и победник на Олимпијади као члан Совјетског тима.
Карповљево играње на турнирима је знатно смањено од 1995. године од његове умешаности у политичка збивања у Русији. Априла 2004. године он је 22 на листи ФИДЕ са рејтингом од 2682.

## Стил игре
Стил Карпова је чврста позициона игра без ризика са немилосрдним кажњавањем противникових грешака. Идол му је био Хосе Раул Капабланка. Карповљева највећа снага и мајсторство је у превентиви, а тај пут су пре њега крчили Тигран Петросјан и Арон Нимцович. Он може наслутити и осујетити противникове планове пре него што они начине неку штету у позицији. Играо је обазриво, углавном пасивне позиције. То је најчешће иритирало противнике који су покушавали агресивном игром да дођу до предности. Карпов тада немилосрдно кидише и ломи свог противника.